# Вознесенский монастырь (Великие Луки)
Вознесенский девичий монастырь — бывший женский (девичий) православный монастырь Псковской епархии, располагавшийся в городе Великие Луки.

## История
Первоначально на этом месте находился мужской Ильинский монастырь, сожжённый в Смутное время.
В 1752 году усилиями игуменьи Маргариты (Карцевой) в монастыре был возведён каменный Вознесенский храм с пристроенными в 1826 году приделами святого Пророка Илии и святых благоверных князей Бориса и Глеба.
В переданной в 1864 году обители пустоши Еремина со 140 десятинами земли было устроено подсобное хозяйство и ферма. В 1877 году монастырём получена в пользование казённая Чепкаринская дача с 20 десятинами земли на которой устроены сенокосы. К монастырю была приписана кладбищенская церковь в честь Казанской иконы Божией Матери.
В 1881 г. возле монастыря на собранные по подписке средства была выстроена чугунная часовня Святого Благоверного князя Александра Невского в память гибели императора Александра II. 
Монастырь был упразднён в 1918 году, монахини были выселены в деревню Баландино.
В настоящее время монастырский собор действует как приходская церковь.

## Настоятельницы
- игуменья Анисия (уп. 1707)
- игуменья Марфа (уп. 1714)
- игуменья Анфиса (1715—1728)
- игуменья Маргарита (Карцева) (1741—1768)
- игуменья Феодотия (1769—1781)
- игуменья Калисфения (Воронина) (1840—1853)
- игуменья Палладия (Юревич) (31 июля 1855 — 7 декабря 1890), в/уп с 1853 года
- игуменья Людмила (1894 — ?) в/уп с 1890 года